# نادي ديروط
نادي ديروط هو أحد أندية كرة القدم في مصر ومقره مدينة ديروط وهو أحد أندية أسيوط تأسس عام 1972 يلعب حاليا في الدوري المصري دوري المحترفين.